# Indywidualne Mistrzostwa Europy w Long Tracku 1970
Indywidualne Mistrzostwa Europy na długim torze 1970 – zawody żużlowe, mające na celu wyłonienie medalistów indywidualnych mistrzostw Europy na długim torze w sezonie 1970. W finale zwyciężył, jedyny raz w karierze, Norweg Jon Ødegaard.

## Terminarz
- 1. runda kwalifikacyjna – Straubing, 1 maja 1970
- 2. runda kwalifikacyjna – Vilshofen an der Donau, 14 czerwca 1970
- finał skandynawski – Skien, 5 lipca 1970
- półfinał – Gornja Radgona, 31 maja 1970
- finał – Scheeßel, 30 sierpnia 1970

## Finał
- Scheeßel, 30 sierpnia 1970

| Msc. | Zawodnik               | Kraj            | Pkt |  |  |
| ---- | ---------------------- | --------------- | --- |  |  |
| 1    | Jon Ødegaard           | Norwegia        | 27  |  |  |
| 2    | Don Godden             | Wielka Brytania | 26  |  |  |
| 3    | Hans Zierk             | RFN             | 20  |  |  |
| 4    | Jan Käter              | RFN             | 18  |  |  |
| 5    | Sven Sigurd            | Szwecja         | 16  |  |  |
| 6    | Rudolf Kastl           | RFN             | 15  |  |  |
| 7    | Bent Nørregaard Jensen | Dania           | 10  |  |  |
| 8    | Anders Michanek        | Szwecja         | 10  |  |  |
| 9    | Timo Laine             | Finlandia       | 8   |  |  |
| 10   | Rainer Jüngling        | RFN             | 8   |  |  |
| 11   | Kurt Wede Petersen     | Dania           | 7   |  |  |
| 12   | Georg Purzer           | RFN             | 6   |  |  |
| 13   | Miloslav Verner        | Czechosłowacja  | 6   |  |  |
| 14   | Otto Weiss             | RFN             | 6   |  |  |
| 15   | Willihard Thomsson     | Szwecja         | 4   |  |  |
| 16   | Jan Holm Nielsen       | Dania           | 2   |  |  |
| 17   | Per Olof Söderman      | Szwecja         | 0   |  |  |
| 18   | Matti Olin             | Finlandia       | 0   |  |  |